# Psorospermum densipunctatum
Psorospermum densipunctatum är en johannesörtsväxtart som beskrevs av Adolf Engler. Psorospermum densipunctatum ingår i släktet Psorospermum och familjen johannesörtsväxter. Inga underarter finns listade i Catalogue of Life.